# Dasyhelea abhazica
Dasyhelea abhazica är en tvåvingeart som beskrevs av Remm 1967. Dasyhelea abhazica ingår i släktet Dasyhelea och familjen svidknott. Inga underarter finns listade i Catalogue of Life.